# Coryphaena equiselis
Coryphaena equiselis е вид лъчеперка от семейство Coryphaenidae.

## Разпространение
Видът е разпространен в Австралия, Алжир, Американска Самоа, Американски Вирджински острови, Ангола, Антигуа и Барбуда, Аруба, Асенсион и Тристан да Куня, Бангладеш, Барбадос, Бахамски острови, Белиз, Бенин, Бермудски острови, Бразилия, Британски Вирджински острови, Бруней, Вануату, Венецуела, Виетнам, Габон, Галапагоски острови, Гамбия, Гана, Гваделупа, Гватемала, Гвиана, Гвинея, Гвинея-Бисау, Гуам, Демократична република Конго, Джибути, Доминика, Доминиканска република, Египет, Еквадор, Еритрея, Йемен, Израел, Индия (Андамански острови), Индонезия, Йордания, Иран, Испания (Канарски острови), Италия, Кабо Верде, Кайманови острови, Камбоджа, Кения, Кирибати, Китай, Кокосови острови, Колумбия, Коста Рика, Кот д'Ивоар, Куба, Либерия, Мавритания, Мавриций, Мадагаскар, Майот, Макао, Малайзия, Малдиви, Малки далечни острови на САЩ (Атол Джонстън, Лайн, Остров Бейкър и Хауленд), Малта, Мароко, Маршалови острови, Мексико, Мианмар, Микронезия, Мозамбик, Намибия, Науру, Нигерия, Нидерландия, Никарагуа, Ниуе, Нова Зеландия, Нова Каледония, Оман, Остров Норфолк, Остров Рождество, Остров Света Елена, Острови Кук, Пакистан, Палау, Панама, Папуа Нова Гвинея, Перу, Питкерн, Португалия (Азорски острови), Провинции в КНР, Пуерто Рико, Реюнион, Салвадор, Самоа, Сао Томе и Принсипи, Саудитска Арабия, САЩ (Хавайски острови), Северна Корея, Северни Мариански острови, Сейнт Винсент и Гренадини, Сейнт Китс и Невис, Сейнт Лусия, Сейшели, Сенегал, Сиера Леоне, Сингапур, Соломонови острови, Сомалия, Судан, Суринам, Тайван, Тайланд, Танзания, Токелау, Тринидад и Тобаго, Тувалу, Уолис и Футуна, Фиджи, Филипини, Франция, Френска Гвиана, Френска Полинезия, Хаити, Хондурас, Хонконг, Чили (Великденски остров), Шри Ланка, Южна Африка, Южна Корея, Ямайка и Япония.